# Sihora
Sihora é uma cidade e um município no distrito de Jabalpur, no estado indiano de Madhya Pradesh.

## Geografia
Sihora está localizada a 23° 29′ N, 80° 07′ L. Tem uma altitude média de 386 metros (1 266 pés).

## Demografia
Segundo o censo de 2001, Sihora tinha uma população de 37 887 habitantes. Os indivíduos do sexo masculino constituem 52% da população e os do sexo feminino 48%. Sihora tem uma taxa de literacia de 68%, superior à média nacional de 59,5%: a literacia no sexo masculino é de 75% e no sexo feminino é de 59%. Em Sihora, 15% da população está abaixo dos 6 anos de idade.